# Martin Sturzenbecker
Martin Sturzenbecker (Mårten Sturtzenbecher), född 5 juli 1760 på Länna i Slite, Gotland, död 16 oktober 1836 i Stockholm, var en svensk militär, arkitekt, författare och konstnär.
Han var son till kalkbrottsägaren Henric Sturtzenbeker och Elsa Maria Fries och från 1792 gift med Petronella Laurentia Enander. Han hade då tidigare studerat vid Uppsala universitet innan han 1780 knutits som officer vid Fortifikationen. Som adjutant hos direktör Johan von Hermansson deltog han i de befästningsarbeten som utfördes inför Gustav III:s ryska krig 1788–1790. Efter fredsslutet sändes han till Konstantinopel och andra städer för att studera befästningskonst. Sturzenbercker befordrades 1782 till konduktör vid Fortifikationen och 1790 informationskapten vid Fortifikationens Stockholmsbrigad. Han verkade därefter som lärare i befästningskonst vid Fortifikationen 1790-1811, 1792-1795 vid Krigsakademin på Karlberg. Han var en skicklig matematiker och uppskattad lärare i fortifikationskonst och Sturzenbeckers föreläsningar gavs ut i tre band 1794-1802 och 1796 var han en av medstiftarna till Krigsvetenskapsakademien. 1802 befordrades han till major i armén och 1813 till överstelöjtnant.
Mest känd torde dock Sturzenbecker vara som företrädare för Swedenborgianismen, även om han av vissa mer rättrogna anses ha förvanskat Swedenborgs läror. Sturzenbecker deltog 1787 i bildandet av Fribyggarorden. I ett omfattande religiöst författarskap försökte han förena sitt religiösa och matematiska intresse, genom att föröka framställa geometriska satser utifrån moraliska sanningar, tankar som inte vann något bredare gehör i samtiden. Skriften Tröst för den brottslige (1817), där Sturzenbecker menade att Gud genom sin allsmäktighet också måste vara upphov till ondskan ledde till åtal. 1816 inträdde Sturtzenbecker i Manhemsförbundet och 1817 i den därur utbrutna diskussionsklubben Mannasamfund. Han kom i denna roll att få stor betydelse för nästa generations mystiker och påverkade bland andra Carl Jonas Love Almqvist.
Sturzenbercker utbildade sig i början av 1780-talet på Konstakademien där han 1782 tilldelades en medalj för ornamentsritning och följande år belönades han för Teckning uti Civil Architecturen bland hans övriga arbeten märks en tuschlavering med en Romantisk hamnbild från 1789 som numera ingår i Kulturens samlingar. Han medverkade i akademiutställningarna 1882 och 1883.